# Vossloh G 12
Die Vossloh G 12 ist eine vierachsige dieselhydraulische Lokomotive des Herstellers Vossloh, die für den schweren Rangier- und den leichten Streckendienst konzipiert ist. Sie wurde 2010  gebaut. Die Lok besitzt im deutschen Fahrzeugeinstellungsregister die Nummer 92 80 4120.

## Entwicklung
Als Weiterentwicklung der MaK G 1205 BB entstand diese Lokomotive 2010 bei Vossloh in Kiel. Gegenüber dem Vorgänger ist die neue Lokomotive nach TSI hergestellt und somit für den europaweit länderübergreifenden Einsatz verwendbar.
Mit diesem Loktyp hat Vossloh auch eine dieselelektrische Variante mit der Bezeichnung DE 12 auf dem Markt gebracht. Vorgestellt wurde die G 12 auf der InnoTrans 2010. Durch Anpassungen an neue Bahnvorschriften wird der Typ als Vertreter der fünften Generation von Mak- bzw. Vossloh-Loks bezeichnet. Durch das neue Bezeichnungsschema wird die Motorleistung geteilt durch 100 zum Ausdruck gebracht.

## Technik
Die Konstruktion der Baureihe G12 ist für den schweren Rangier- und leichten Streckenbetrieb nach dem Vorbild der DB-Baureihe V 90 ausgelegt. Diese bewährte Konstruktion aus den Vorgängermaschinen wurde nach den Grundsätzen neuester europäischer Normen überarbeitet. So sind der Lokrahmen sowie die Aufbauten der G 12 nach der Crash-Norm EN 15227 ausgelegt und bietet somit noch mehr Sicherheit für das Lokpersonal bei Unfällen.
Als Antriebsmotor wurde der Achtzylinder-Viertakt-Dieselmotor 8V 4000 R43(L) von MTU verwendet. Dieser Motor ist nach der Abgasstufe EU Stage IIIA ausgelegt. Für noch größere Verringerung der Abgasemission kann zusätzlich noch ein Rußpartikelfilter verwendet werden.
Die Kraft überträgt ein Strömungsgetriebe. Die Radsätze sind mit Scheibenbremsen versehen.

## Einsatz
Das einzige Exemplar der Reihe wurde 2010 fertiggestellt und auf der InnoTrans präsentiert. Auf der Messe stand es 2014 noch ein zweites Mal. Eingesetzt wurde die Lokomotive bisher 2015 auf Mietbasis bei der Spitzke Logistik und danach bei zwei weiteren Firmen im Eisenbahnbaugewerbe. 2017 wurde sie an die KAF SIGBAHNTEC verkauft und trägt nunmehr die NVR-Nummer 92 80 4120 001-7 D-KAF.

## Galerie

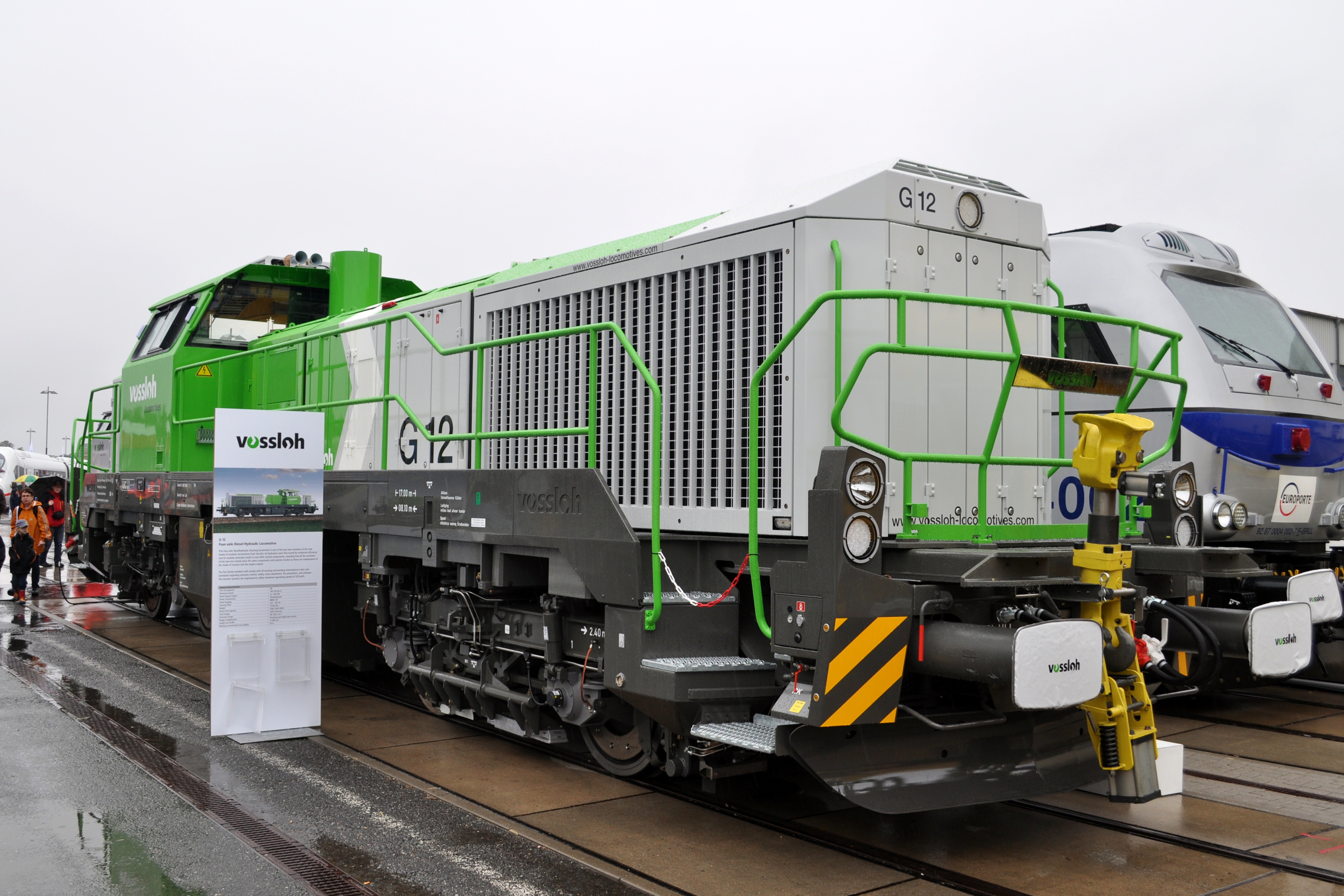
Vossloh G 12 auf der InnoTrans 2010 in Berlin
Vossloh G 12 Spitzke in Moers